# December's Children (And Everybody's)
《December's Children (And Everybody's)》은 1965년 12월에 발매된 영국의 록 밴드 롤링 스톤스의 다섯 번째 미국 스튜디오 음반이다. 이 음반은 수많은 커버곡을 수록한 그룹의 마지막 음반이다. 작곡가 믹 재거와 키스 리처즈는 이 곡의 절반만 작곡했다. 이 음반을 녹음할 세션은 없었으며, 대부분의 곡은 1965년 9월 로스앤젤레스에서 열린 영국판 《Out of Our Heads》의 세션에서 따왔다. 많은 곡들이 영국판 롤링 스톤스 음반에 더 일찍 등장했지만, 미국판 음반에는 수록되지 않았다. 다른 트랙은 다른 녹음 세션 동안 녹음되었거나 싱글 전용으로 발매된 트랙이었다. 핵심 멤버 믹 재거(보컬), 브라이언 존스(기타), 키스 리처즈(기타), 빌 와이먼(베이스), 찰리 와츠(드럼)가 피아노로 롤링 스톤스 출신 이언 스튜어트였다. 그들의 초기 음반 대부분이 그렇듯이, 이 음반은 밴드 매니저 앤드류 루그 올덤이 프로듀싱을 하였다.
《December's Children (And Everybody's)》은 미국에서 4위에 이르렀고, 그 곳에서 "골드"로 인증되었다. 베이시스트 빌 와이먼은 1968년 재거의 말을 인용, "음반이 아니라 단지 노래 모음일 뿐이다"라고 말했다. 따라서, 그것은 와이먼의 다른 철저한 책 《Rolling with the Stones》에 간략하게 설명되어 있을 뿐이다. 이 그룹의 두 번째 미국 1위인 〈Get Off of My Cloud〉는 이 음반에서 가장 높은 차트를 기록한 싱글로, 이 밴드의 본고장 영국을 비롯한 여러 다른 시장에서 주요 차트 1위를 차지했다.
2002년 8월, 이 음반은 ABKCO 레코드에 의해 새롭게 리마스터드된 CD와 SACD 디지팩으로 재발매되었다. 〈Look What You've Done〉은 진정한 스테레오로 발매된 이 음반의 유일한 컷이다.